# اللاسلطوية في فيتنام
بدأت اللاسلطوية في فيتنام كحركة سياسية في أوائل القرن العشرين مع تعرض الراديكاليون الفيتناميون لخيوط الأناركية في اليابان والصين وفرنسا. كان فان بوي تشاو وغوين آن نينه من أكثر مناصريها شهرة.
كان انتشار الأناركية في فيتنام مسؤولًا عن زيادة العنف ضد السلطات الاستعمارية، واستُلهِم من مبدأ دعاية العمل، ولكنه جلب أيضًا النزعة الإنسانية إلى الدوائر الثورية في ذلك الوقت. وصلت الحركة الأناركية الفيتنامية ذروتها خلال عشرينيات القرن الماضي، ولكنها سرعان ما بدأت تفقد تأثيرها مع دخول الماركسية اللينينية وبداية الحركة الشيوعية الفيتنامية.

## التاريخ
تكمن جذور الحركة الأناركية الفيتنامية في المقاومة المبكرة للحكم الاستعماري الفرنسي، ونُظِّمت بين مختلف المجتمعات (التنظيمات) السرية. كانت جمعية السماء والأرض من بين هذه الجمعيات السرية، التي اغتالت في عام 1884 أحد المستعمرين المتعاونين في سايغون. شملت الهجمات الأخرى ضد السلطات الاستعمارية الفرنسية حركة كان فونق (حركة تمرد فيتنامية)، والتي حاولت الإطاحة بالفرنسيين خلال أواخر ثمانينيات القرن التاسع عشر، من خلال مؤامرة سجن هانوي، والتي حاولت القوات الفيتنامية الأصلية فيها اغتيال الحامية الفرنسية بأكملها في قلعة هانوي؛ وذلك بالإضافة إلى الانتفاضات اللاحقة المناهضة للاستعمار في كوتشينشينا وتونكين.
أشارت المنشورات الاستعمارية الفرنسية الرسمية إلى أن هذه الجمعيات السرية الفيتنامية والطوائف الدينية يمكن أن يستوعبها الثوار بسهولة، نظرًا لكونهم وسائل محلية للتنظيم، مرددة ادعاء ميخائيل باكونين بأن قطاع الطرق الاجتماعيين كانوا «ثوريين بالفطرة».

### أصول دولية
قدم الزعيم القومي الأول فان بوي تشاو الأناركية لأول مرة إلى الحركة الفيتنامية المناهضة للاستعمار خلال القرن العشرين. انتقل فان إلى اليابان في يناير عام 1905، وواجه مجموعة متنوعة من الأفكار السياسية الجديدة التي نُشِرت بين المغتربين الصينيين، بما في ذلك دستورية ليانغ تشيتشاو، وجمهوريانية تونغمينغوي، وأناركية مجموعة طوكيو. بدأ فان، الذي اعتنق مذهب المنفعة في البداية، في التحرك بسرعة من خلال مجموعة متنوعة من الأيديولوجيات السياسية والتعرف على عدد من الجماعات والأفراد المتنوعين سياسيًا في اليابان. أسس فان الجمعية الدستورية في عام 1907، وهي منظمة للطلاب المغتربين الفيتناميين الذين دافعوا عن الملكية الدستورية، ولكن حلتها السلطات اليابانية بالقوة بحلول عام 1908 بناءً على طلب الفرنسيين. انضم فان في نفس العام إلى جمعية الصداقة الآسيوية، وهي منظمة أسسها الجمهوريون الصينيون المنفيون والأناركيون، وكذلك الاشتراكيون اليابانيون. وجه ليو شيبيه، وهو عضو بارز في مجموعة طوكيو الأناركية ومحرر جريدتها ناتشورال دجاستس، الجمعية بشكل أساسي، وضمت العديد من الأناركيين الصينيين الآخرين مثل تشانغ تشي، الذي كان صديقًا مقربًا لفان.
أُمر فان بوي تشاو بحلول عام 1909 بمغادرة اليابان، وقضى سنواته بعد ذلك في التجول في أنحاء شرق آسيا. دُعي فون إلى جمهورية الصين المنشأة حديثًا من قبل أصدقائه الجمهوريين الصينيين القدامى من اليابان، تشانغ بينغ لين وتشن تشيمي، بعد الإطاحة بأسرة تشينغ خلال ثورة عام 1911 (ثورة شينهاي). وصل فان إلى الصين في يناير عام 1912، واستقر في غوانغدونغ التي كانت خاضعة حينها لصديقه هو هان مين، الذي وفر مكانًا للجوء المنفيين الفيتناميين. تلقى فان مساعدة مالية من الأناركي من قوانغتشو ليو شي فو، فشكل منظمة جمهورية وقومية جديدة تسمى رابطة الإصلاح الفيتنامية، على غرار تنظيم تونغمينغوي السري التابع لسون يات سين، واستقطب اسمها من جمعية الإصلاح التابعة لتشانغ بينغ لين. شجع شي فو أيضًا فان على إنشاء جمعية تنشيط الصين، وهي منظمة مكرسة لطلب الدعم الصيني لحركات الاستقلال في البلدان الآسيوية المستعمرة، بما في ذلك الهند الصينية والهند وبورما وكوريا. انضم فان عند انتقاله إلى شنغهاي إلى الرابطة العالمية للإنسانية، وهي منظمة أناركية سرية لم تعترف بها حكومة بيونغ الجديدة بسبب «برنامج اليسار المتطرف».
أصبح المغتربين الفيتناميين على اتصال بشكل متزايد مع الأفراد والجماعات الأناركية مع انضمام المزيد منهم إلى المنظمات الدولية في الصين. استُلهِم فان بوي تشاو، الذي طور علاقات مع فرع طوكيو للأناركية الصينية بقيادة تشانغ بينغ لين وليو شيبيه، من مقاربتهما التقليدية للأناركية والاشتراكية. استُلهِم فان بشكل خاص من المواقف الأناركية بشأن مناهضة الإمبريالية والعمل المباشر، مما دفعه للدفاع عن الإطاحة العنيفة للسلطات الاستعمارية الفرنسية، حتى مما أثار استياء حلفائه الجمهوريين مثل هو هانمين وتشين تشيمي. أُعجِب فان بمحاولات الاغتيال السابقة ضد مسؤولي الدولة، وذلك بناءً على مبدأ دعاية العمل، وشجع على استهداف المسؤولين الاستعماريين الفرنسيين، مما أدى إلى سلسلة من التفجيرات في هانوي، وزيادة الدعاية والانتقام من رابطة الإصلاح. أُعدِم العديد من نشطاء الرابطة، وبدأت المنظمات الدولية في الصين في التفكك، واعتقلت حكومة بيونغ فان وسجنته. توفي ليو شيبيه بمرض السل في عام 1915 بينما كان فان في السجن، واغتيل تشين تشيمي في عام 1916، وتخلى تشانغ بينغ لين عن الأناركية واستسلم للملاحقات السياسية، تاركًا وراءه فان معزولًا سياسيًا بحلول وقت إطلاق سراحه في فبراير عام 1917. حوّل فان اهتماماته نحو الاشتراكية بعد أن وقع لفترة وجيزة تحت تأثير أحد المدافعين المتعاونين، مستلهمًا بذلك من التيارات الاشتراكية للثورتين الروسية والصينية.
ذهب العديد من الراديكاليين الفيتناميين إلى المنفى بعد نهاية الحرب العالمية الأولى بحثًا عن المعرفة التي قُمِعت في الهند الصينية الفرنسية. ذهب الناس من محميتي أنام وتونكين بشكل كبير إلى الصين أو اليابان، حيث تعرضوا للنزعات الأناركية الاجتماعية، بينما ذهب أولئك من كوتشينشينا إلى فرنسا، حيث تأثروا بالخيوط الأناركية الفردية الفرنسية. استخدم المغتربون الذين تلقوا الوحي من الأناركية الفرنسية فلسفة أكثر راديكالية وتوجهًا نحو الشباب وتطلعية؛ وذلك في الوقت الذي مال فيه المغتربين الفيتناميين الذين تبنوا الأناركية الصينية إلى استخدام بعض الجوانب التقليدية.